# Boris Bove
 (novembre 2018).
Boris Bove, né en 1971, est un médiéviste français.
Il est  diplômé de l’ENS Fontenay-St-Cloud, agrégé et docteur en histoire. Ses domaines de recherche portent sur l'histoire urbaine, l'histoire sociale, l'histoire de Paris et l'histoire de la fin du Moyen Âge.
Depuis 2021, il est professeur en histoire médiévale à l'université de Rouen. Il était auparavant maître de conférences en histoire médiévale à l'université Paris VIII et est associé à la section de diplomatique à l'IRHT.
En 2015, il participe à l'émission Secrets d'Histoire consacrée à  Jeanne d'Arc, intitulée Jeanne d'Arc, au nom de Dieu, diffusée le 22 septembre 2015 sur France 2.

## Publications
- Boris Bove, Dominer la ville : Prévôts des marchands et échevins parisiens de 1260 à 1350, CTHS, 2004, 720 p. (ISBN 978-2-7355-0523-4, lire en ligne)
- Boris Bove, Le temps de la guerre de Cent Ans (1328-1453), Belin, 2009, 669 p. (ISBN 978-2-7011-8918-5, présentation en ligne)
- Boris Bove, Geneviève Bührer-Thierry, Jean-Christophe Cassard et Florian Mazel, Le Moyen-Âge 481-1453, Paris, Belin, 2012, 446 p. (ISBN 978-2-7011-6506-6, lire en ligne)
- Hélène Noizet, Boris Bove et Laurent Costa, Paris, de parcelles en pixels : analyse géomatique de l'espace parisien médiéval et moderne, Saint-Denis/Paris, Presses universitaires de Vincennes, 2013, 343 p. (ISBN 978-2-84292-364-8, lire en ligne)
- Isabelle Backouche, Boris Bove, Robert Descimon et Claude Gauvard, Notre-Dame et l'Hôtel de Ville : Incarner Paris du Moyen Âge à nos jours, Paris, Publications de la Sorbonne, coll. « Homme et société », 2016, 395 p. (ISBN 978-2-85944-921-6)
- Boris Bove, La Guerre de Cent Ans, Paris, Belin, 2015, 240 p. (ISBN 978-2-7011-9622-0)
- Boris Bove, Quentin Deluermoz et Nicolas Lyon-Caen, Le gouvernement des Parisiens : Paris, ses habitants et l'État, une histoire partagée, Paris, Paris-Musées, 2017, 183 p. (ISBN 978-2-7596-0351-0, lire en ligne)
- Cédric Michon, Murielle Gaude-Ferragu et Boris Bove, Paris, ville de cour : XIIIe – XVIIIe siècle, Rennes, PUR, 16 novembre 2017, 384 p. (ISBN 978-2-7535-5910-3)
- Claude Gauvard et Boris Bove, Le Paris du Moyen Age, Belin, 29 janvier 2018, 287 p. (ISBN 978-2-410-01324-5, présentation en ligne)